# Ćelije
Ćelije (serbisch Ћелије) ist ein Ort in der serbischen Gemeinde Kruševac.
Der Ort hat 268 Einwohner (Zensus 2002). In der Nähe liegt ein 4,16 km² großer künstlicher See der vom Fluss Rasina gespeist wird.